# Kowil-Nunatak
Der Kowil-Nunatak (bulgarisch Ковилски нунатак Kowilski nunatak) ist ein 2020 m hoher Nunatak im westantarktischen Ellsworthland. Er ragt 24,93 km westlich des Mount Goldthwait, 12,68 km nordwestlich des Mount Hubley und 15,46 km südöstlich des Helfert-Nunataks aus den Eismassen im nordzentralen Teils der Sentinel Range im Ellsworthgebirge auf.
US-amerikanische Wissenschaftler kartierten ihn 1961. Die bulgarische Kommission für Antarktische Geographische Namen benannte ihn 2014 nach einer Ortschaft im Süden Bulgariens.